# Burgruine Helmishofen
Die Burgruine Helmishofen ist die Ruine einer im 12. Jahrhundert errichteten Burg bei Helmishofen im Landkreis Ostallgäu. Erhalten sind noch der Bergfried sowie einige kleine Mauerreste. Der Turm wird seit dem frühen 19. Jahrhundert fälschlicherweise als Römerturm bezeichnet.

## Geografische Lage
Die Ruine der Höhenburg liegt über dem nordöstlichen Ortsrand von Helmishofen im Landkreis Ostallgäu auf einer Hügelkante über dem Kaltental. Nördlich und südlich der Veste flankieren zwei als Bodendenkmäler erhaltene Vorwerke den Burgplatz.

## Geschichte
Erbauer der Burg waren die Herren von Helmishofen. Sie waren stiftkemptische Dienstmannen und hatten die Vogt- und Gerichtsrechte in Helmishofen, Aufkirch, Blonhofen, Gerbishofen und Altensberg. Von 1190 bis 1335 sind die Herren der Burg als Mitglieder der Familie von Helmishofen bekannt. Auf Adelgolz folgte 1257 sein Sohn Heinrich, 1262 dessen Sohn Heinrich, 1287 dessen Sohn Adelgolz und 1332 erneut ein Heinrich von Helmishofen, der vermutlich der Sohn des vorgenannten Heinrichs ist.
Die Burg wurde 1269, 1270 und 1315 erfolglos durch die Bayern belagert. Sie brannte nach einem Gewitter 1312 fast vollständig aus, wurde aber sofort wieder aufgebaut. Von 1335 bis 1380  war die Burg mit einem stiftischen Vogt besetzt. Der Ritter Swigger von Mindelberg überfiel die Burg Helmishofen 1348. Es kam zur Plünderung und Brandschatzung des Bauhofes. Der Angreifer musste danach fliehen, da der Abt von Kempten zur Verstärkung der Burgherren unterwegs war.
In der Zeit von 1380 bis 1437 befand sich die Burg im Besitz der Herren von Schmiechen. Ab 1387 herrschte Heinrich, danach ab 1398 Elisabeth und im selben Jahr Stephan, ab 1412 Jörg, ab 1423 Heinrich und ab 1437 Veit von Schmiechen. Die Burg ging 1437 in den Besitz des Hochstiftes Augsburg über und wurde in der Folge mit Pflegern besetzt. Der erste Pfleger war 1444 Stephan von Schwangau, danach folgten 1447 Konrad von Schellenberg, 1457 Ulrich Burggraf, 1461 bis 1464 Jörg von Villenbach, 1467 bis 1487 Lutz von Freyberg, 1488 bis 1508 Wolfhart von Knöringen und 1512 bis 1518 Hans von Hirnheim.

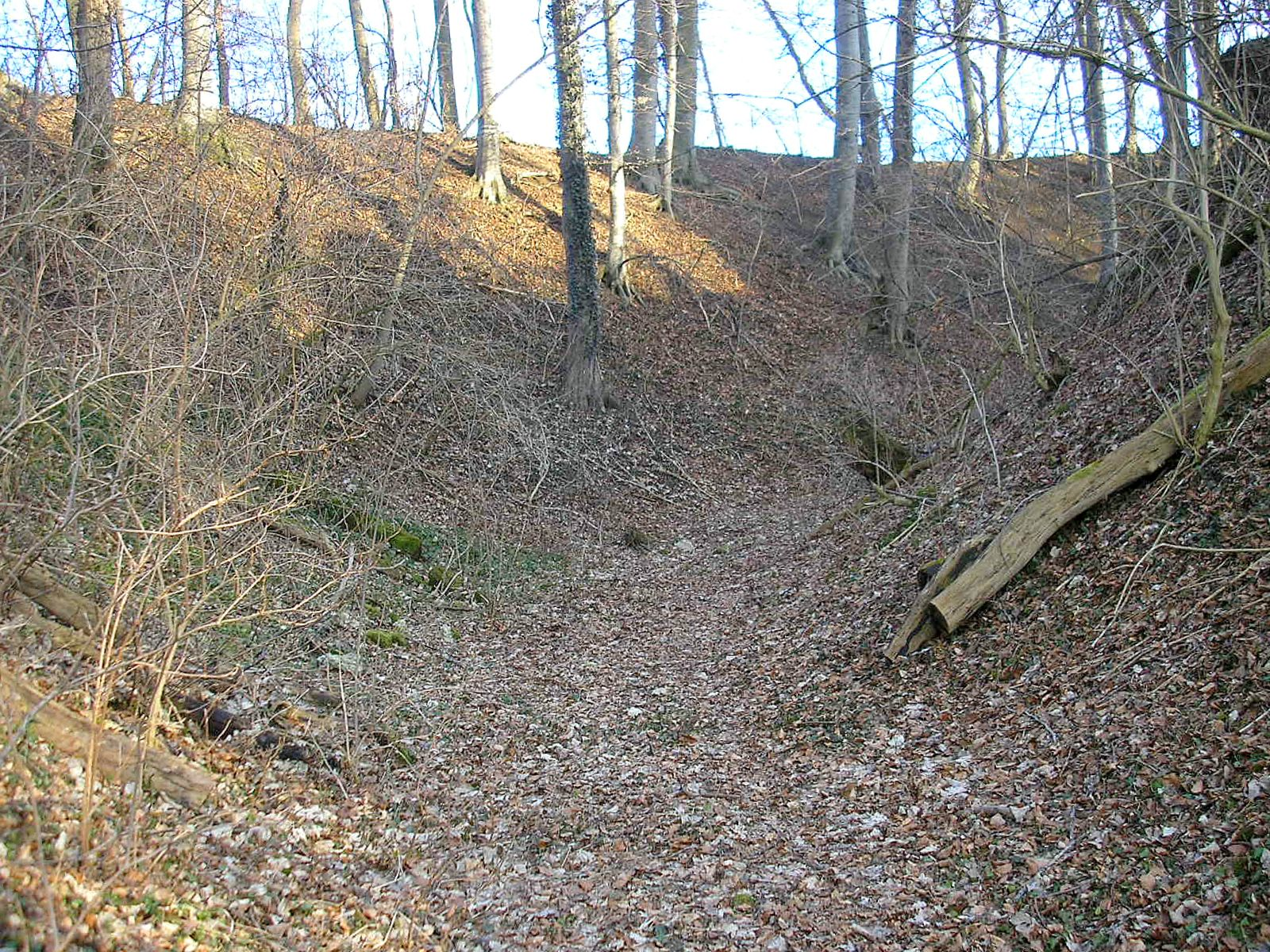
Der nördliche Graben vor dem Hauptburgkegel

In die Zeit von Philipp von Landeck, der von 1521 bis 1540 Burgherr war, fiel der Deutsche Bauernkrieg. Die Burg wird durch Bauern geplündert und teilweise durch einen Brand zerstört. Danach mussten die Bauern Schadenersatz leisten und beim Wiederaufbau der Burg helfen. Von 1551 bis 1569 war Christoph von Bollstadt als Pfleger eingesetzt. Ihm folgten von 1574 bis 1581 Josef Stor von Ostrach, 1585 Sebastian Reiter, 1587 Philipp Renner von Allmendingen und von 1596 bis 1609 Christoph Friedrich von Hohenberg. Der von 1610 bis 1612 bestellte Edmund Scheler verlegte seinen Sitz nach Schloss Altensberg.

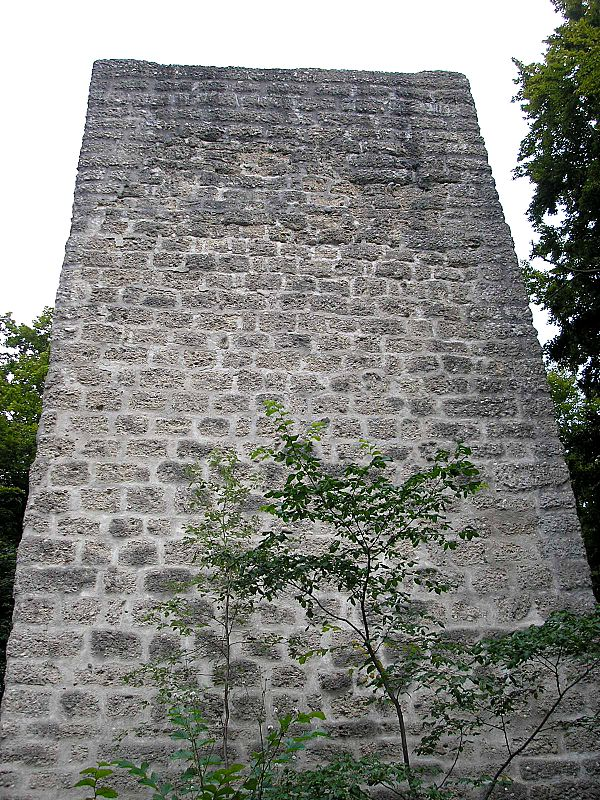
Die Westseite des Bergfrieds aus regelmäßigen Nagelfluhquadern

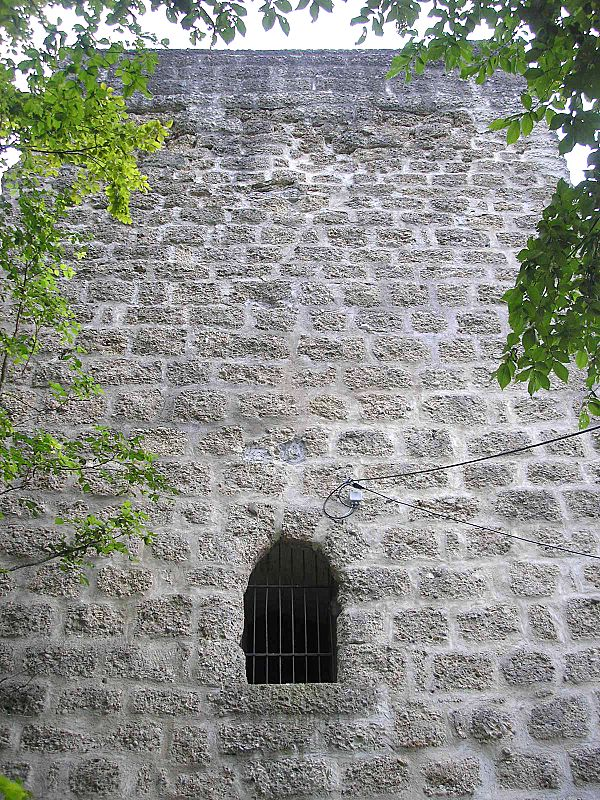
… und die Nordseite mit dem ehemaligen Hocheingang

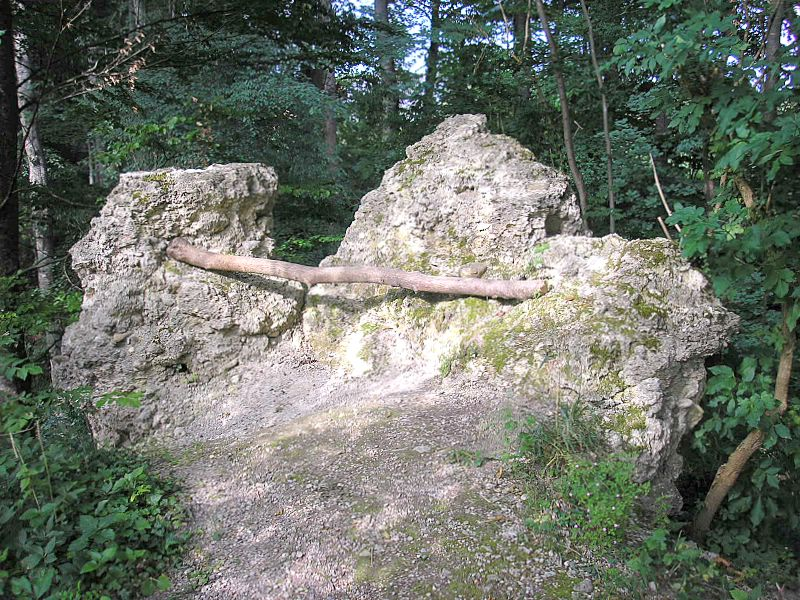
Die wenigen Mauerreste nördlich des Bergfrieds

Während des Dreißigjährigen Kriegs wird die Burg erneut zerstört und danach wiederaufgebaut. Nach einem weiteren Brand 1792 wurde die Burg Helmishofen nicht wieder aufgebaut. Die Steine der Gebäude wurden von den Bauern der Umgebung zum Hausbau verwendet. Übrig blieb nur der Bergfried. Die Burg hatte vor allem in der Zeit, in der sie im Besitz des Bischofs von Augsburg war, eine durchaus hohe Bedeutung. Sie diente vor allem der Sicherung der Handelswege vom Süden ins Schwäbische.
Ab 1803 waren die Überreste der Burg bayerisch. Der Bergfried wurde Mitte des 19. Jahrhunderts durch den Historischen Verein von Schwaben und Neuburg renoviert. Danach war der Turm ein beliebtes Ausflugsziel. Helmishofen lag damals an der 1972 stillgelegten Bahnstrecke Kaufbeuren–Schongau. Von der Haltestelle Aufkirch wurde zum Turm gewandert und danach in der Wirtschaft in Helmishofen Brotzeit gemacht.
Die Renovierung des Bergfrieds durch den Historischen Verein und vor allem die Sanierung durch das Landesbauamt Kempten 1975 bis 1976 entsprachen nicht dem heutigen Standard. Dennoch ist der als Aussichtsturm genutzte Turm auch heute noch ein beliebtes Ausflugsziel. Er liegt direkt neben dem Radweg Kaufbeuren–Schongau. Man kann innen über eine teilweise sehr steile Treppe hinauf steigen und hat von dort einen Ausblick auf das gesamte Kaltental.
Im Jahr 2011 kaufte die Gemeinde Markt Kaltental den Bergfried mit dem umgebenden Grund vom Freistaat Bayern für den symbolischen Wert von einem Euro. 2014 begann eine weitere Sanierung, wobei der Turm ein Dach erhielt.
Die noch heute gebräuchliche Bezeichnung des großen Bergfrieds als „Römerturm“ geht auf das frühe 19. Jahrhundert zurück. Damals datierte man alle großen hochmittelalterlichen Buckelquadertürme in die Römerzeit. Diese Fehlinterpretation bewahrte viele derartige Baudenkmäler vor dem Abriss. Der historische Wert mittelalterlicher Architekturzeugen wurde damals nur selten erkannt.

## Beschreibung

### Die Burgruine
Die Veste liegt zwischen Aufkirch und Helmishofen auf dem östlichen Talrand. Die zweiteilige Anlage besteht aus dem steilen, annähernd quadratischen Hauptburgkegel (ca. 20 × 20 Meter) und einem geräumigen Vorburgplateau (etwa 30 × 50 Meter) im Süden.

#### Hauptburg
Die Kernburg wird hufeisenförmig von einem bis zu acht Meter tiefen Graben geschützt. Eine Rampe am östlichen Rand des Grabens deutet auf einen ehemaligen Steg hin, der hier wahrscheinlich einen direkten Zugang zur Hauptburg ermöglichte.
Über dem Südosteck des Hauptburgkegels steht der mächtige Bergfried aus regelmäßigen Nagelfluhquadern. Nach Norden schließen sich die geringen Reste der Umfassungsmauer an, in deren Mitte wohl das vom Steg aus zugängliche Tor lag (Mauerlücke). Der Nordwestteil des Plateaus ist stark zerklüftet. Hier stand ehemals der Palas, dessen Mauerwerk vollständig ausgebrochen wurde.
Der quadratische Bergfried ist noch ungefähr 20 Meter hoch. Über einem größtenteils verschütteten Untergeschoss (Tiefe etwa sechs Meter) liegen vier weitere Geschosse, die durch schmale Lichtschlitze in der Südwand spärlich belichtet werden. Unter der heutigen Betondecke des Obergeschosses haben sich die Ansätze einer Wölbung erhalten. Eine schmale Treppe in der Südwand ermöglicht den Aufgang auf das Aussichtsplateau. Ursprünglich wurde der Turm durch einen Zinnenkranz abgeschlossen. Während der Sanierung von 1975/76 wurde großzügig Mörtel in die Randschläge der Buckelquaderverblendung gestrichen, so dass die Mauerflächen heute unhistorisch zu glatt erscheinen.
Der Bergfried erinnert in Größe und Konzeption stark an den Hauptturm der Burg Kemnat bei Kaufbeuren. Der obligatorische Hocheingang liegt etwa fünf Meter über dem Burghof in der Nordwand. Der ebenerdige Zugang darunter wurde erst später eingebrochen.

#### Vorburg

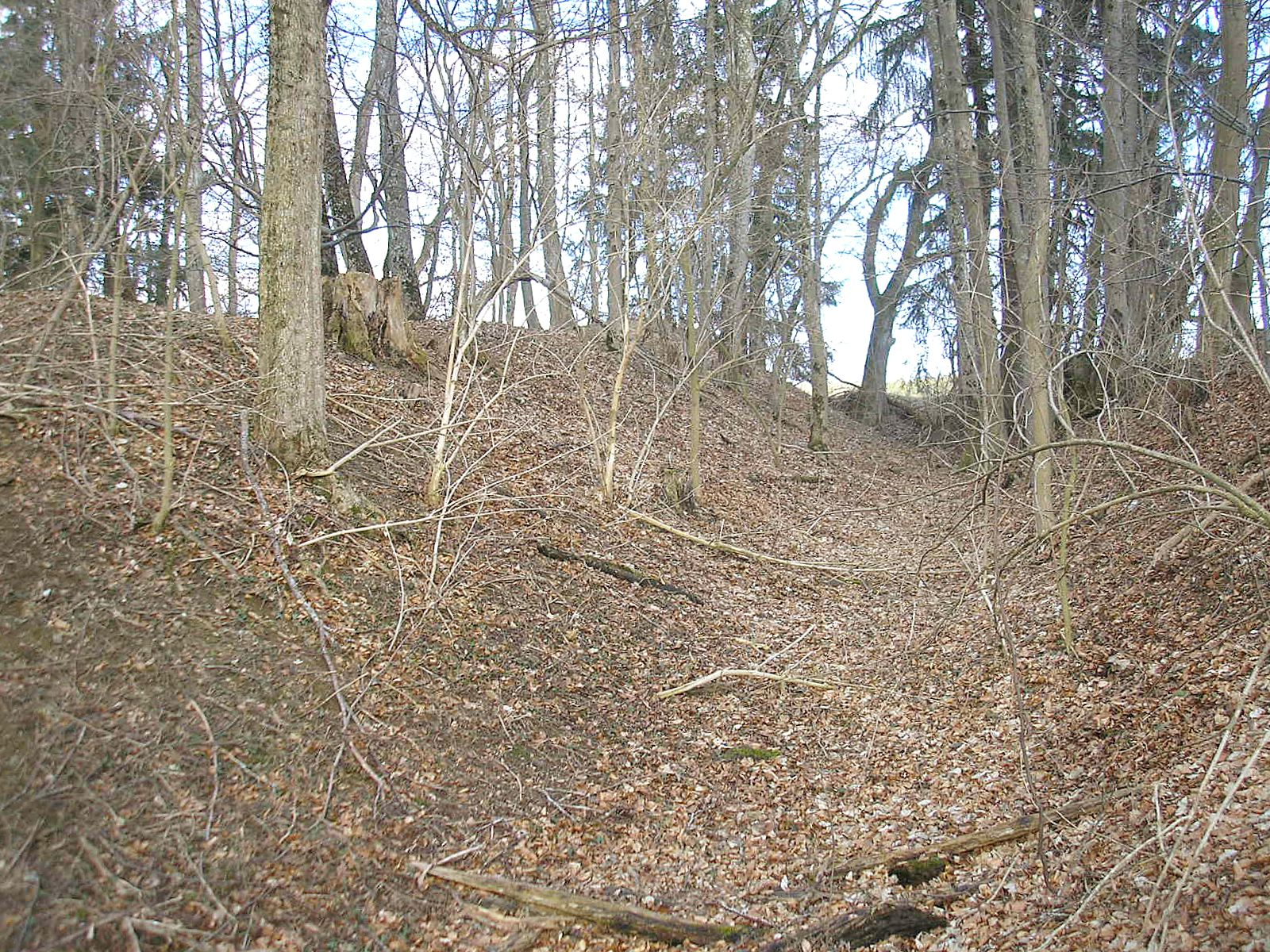
Der Südwall der Vorburg nach Osten

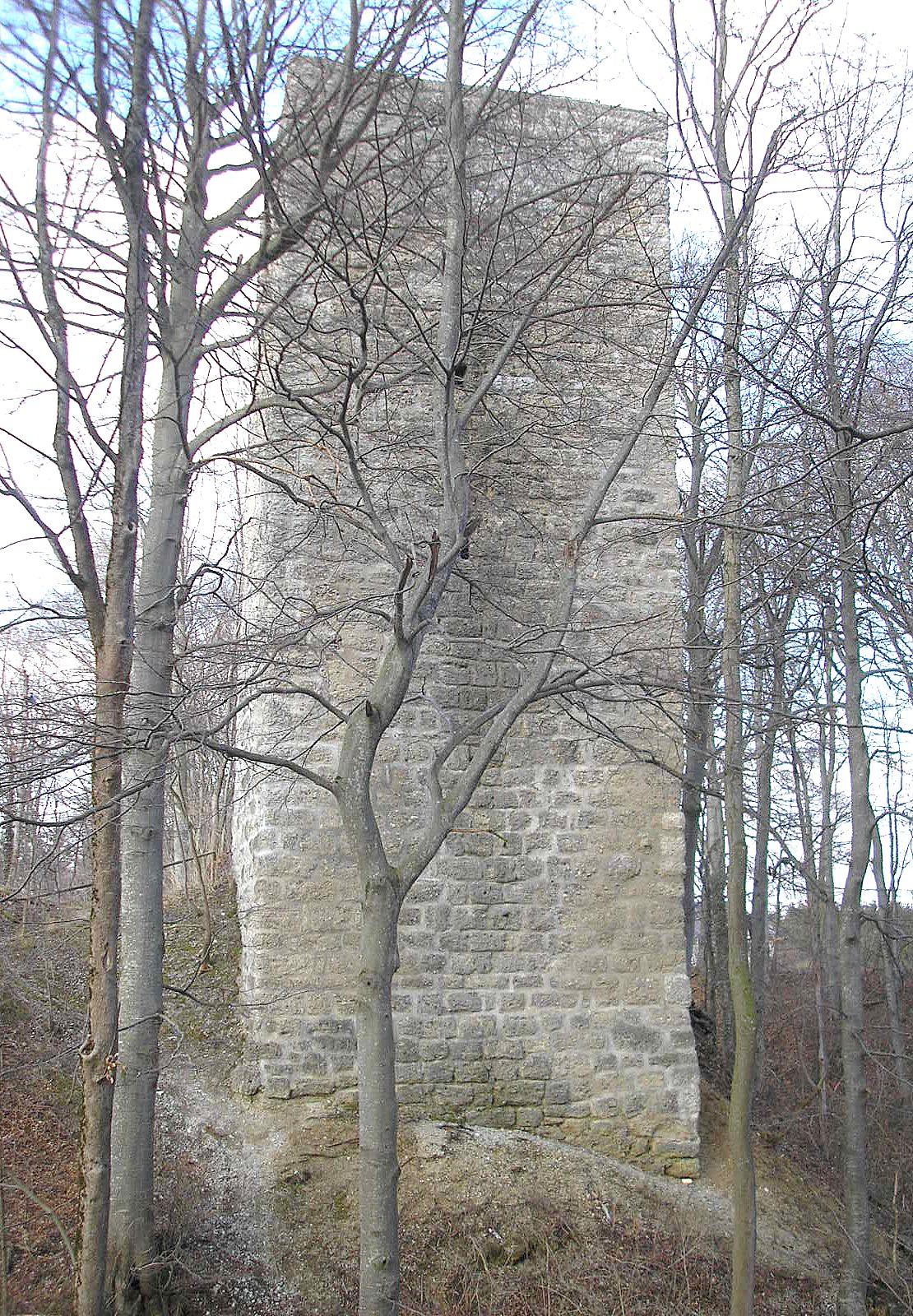
Der Bergfried von Süden

Ungewöhnlich sind die Dimensionen des etwa 25 Meter breiten Halsgrabens um die Hauptburg. Das rechteckige Vorburgareal wird dagegen nur durch einen schmalen und mäßig tiefen Graben vom Höhenrücken abgetrennt. Im Osten ist auf dem Plateau ein ca. 35 Meter langer Wallzug erkennbar. Der Wall fällt nach außen etwa zweieinhalb bis vier Meter zur Grabensohle ab.  Weitere Bodenunebenheiten deuten auf eine wahrscheinlich steinerne Innenbebauung hin.
Nach Westen ist der Gesamtanlage eine breite Hangterrasse mit Wallresten vorgelagert. Die Plateaus der Haupt- und Vorburg sind von dieser Terrasse aus über kurze Aufstiege zugänglich.

### Vorwerke

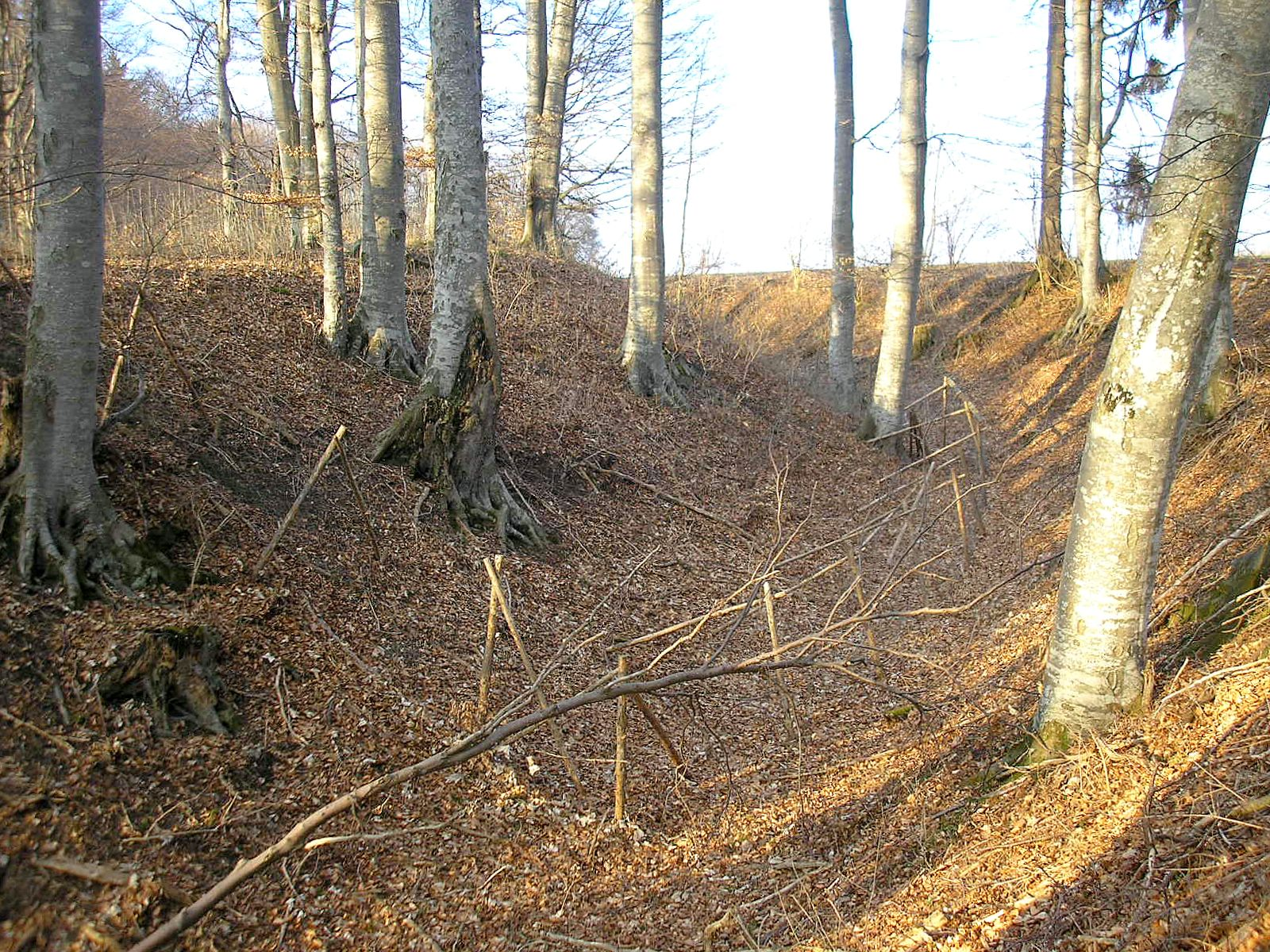
Blick in den Grabenbereich des Türmhügels des südlichen Vorwerkes

Jeweils etwa 250 Meter nördlich und südlich der Burg sind im Gelände die Reste von zwei hochmittelalterlichen Turmhügelburgen erkennbar. Hierbei könnte es sich um die Sitze von Untervasallen der Herren von Helmishofen handeln. Solche kleinen „Satellitenburgen“ lassen sich oft im Umfeld größerer mittelalterlicher Burganlagen nachweisen. Die wohlhabenden Ministerialengeschlechter schufen sich oftmals eigene Gefolgschaften, die den ritterlichen Lebensstil ihrer Herren zu übernehmen versuchten.
Die beiden Kleinburgen könnten auch ursprünglich zum Schutz der Baustelle angelegt worden sein. Sie wurden wohl noch im Hochmittelalter aufgegeben.
Besonders gut hat sich das südliche Vorwerk erhalten. Die kleine Veste zeigt die typische zweiteilige Anlage hochmittelalterlicher Burgen. Ein halbrunder, etwa zwei Meter tiefer Halsgraben schneidet den Kegel der Hauptburg aus der Hangkante. Am westlichen Steilhang läuft der Graben als Berme oder verschütteter Hanggraben weiter. Auf dem Plateau des Turmhügels weist eine winkelförmige Vertiefung auf den Standort eines Gebäudes hin. Mauer- oder Ziegelreste  sind nirgends zu erkennen.  Nach Süden schließt sich eine geräumige Vorburg an. Der Außenwall der Vorburg ist nur etwa einen Meter hoch, der vorgelegte Graben noch bis zu einem halben Meter tief. Das Landesamt für Denkmalpflege verzeichnet das Bodendenkmal als Abschnittswall unbekannter Zeitstellung, den typologischen Merkmalen nach dürfte es sich jedoch um einen hochmittelalterlichen Ansitz handeln. Das Kurzinventar von 1960 listet das Objekt noch als Turmhügel.
Etwa 300 Meter östlich des nördlichen Vorwerkes liegen die Erdwerke eines weiteren mittelalterlichen Ansitzes auf dem Hochplateau.

## Denkmalpflege
Das Bayerische Landesamt für Denkmalpflege verzeichnet die Burgruine als Burgstall des Mittelalters (Bodendenkmal unter der Denkmalnummer D-7-8030-0053) und als Burgruine (Baudenkmal unter der Denkmalnummer D-7-77-141-24).
Die beiden Vorwerke werden als mittelalterlicher Turmhügel (Denkmalnummer D-7-8030-0056)  bzw. Abschnittswall unbekannter Zeitstellung (Denkmalnummer D-7-8130-0007) gelistet.
Die Erdwerke östlich des nördlichen Vorwerkes werden unter der Denkmalnummer D-7-8030-0057 als mittelalterlicher ebenerdiger Ansitz geführt.